# Horlești (gmina)
Horlești – gmina w Rumunii, w okręgu Jassy. Obejmuje miejscowości Bogdănești, Horlești i Scoposeni. W 2011 roku liczyła 2983 mieszkańców.